# Northern Lights - Southern Cross
Albums de The Band
The Basement Tapes (avec Bob Dylan) 
(1975) The Best of The Band
(1976)
Northern Lights – Southern Cross est le septième album du groupe rock canadien The Band, sorti en 1975. C'est leur premier album enregistré dans leur nouveau studio californien et le premier composé de nouvelles chansons (toutes composées par le guitariste Robbie Robertson) depuis Cahoots (1971).
Northern Lights - Southern Cross a été enregistré au moyen d'une console 24 pistes, ce qui permet à Garth Hudson d'inclure plusieurs couches de claviers sur plusieurs pistes.

## Titres
Toutes les chansons sont écrites et composées par Robbie Robertson.
| 1. | Forbidden Fruit   | 5:59 |
| 2. | Hobo Jungle       | 4:15 |
| 3. | Ophelia           | 3:32 |
| 4. | Acadian Driftwood | 6:42 |

| 5. | Ring Your Bell         | 3:55 |
| 6. | It Makes No Difference | 6:34 |
| 7. | Jupiter Hollow         | 5:20 |
| 8. | Rags and Bones         | 4:22 |

### Titres bonus
La réédition CD de 2001 inclut deux titres supplémentaires :
| No  | Titre                                           | Durée |
| --- | ----------------------------------------------- | ----- |
| 9.  | Twilight (version alternative)                  | 3:13  |
| 10. | Christmas Must Be Tonight (version alternative) | 3:01  |

## Personnel

### The Band
- Rick Danko : basse, guitare, violon, harmonica, trombone, chant.
- Levon Helm : batterie, guitares, mandoline, piano, claviers, chant.
- Garth Hudson : orgue, claviers, accordéon, saxophones, synthétiseur, cuivres, chant, bois, basse.
- Richard Manuel : piano, claviers, congas, orgue Hammond, clarinette, batterie, chant.
- Robbie Robertson : guitares, basse, piano, claviers, clavinet.

### Autres participants
- Byron Berline : violon sur Acadian Driftwood
- Nat Jeffrey : ingénieur du son
- Ed Anderson : ingénieur du son